# ملامین
ملامین یک نوع رزین سینتیک بر پایهٔ فنولیک است. ملامین به دلیل گرماسخت بودن و مقاومت زیاد در برابر مواد شیمیایی و ضربه کاربرد فراوانی در صنایع مختلف از جمله صنعت هواپیما و خودروسازی، ساخت وسایل ورزشی، تهیهٔ ظروف، صنایع چوب، الکترونیک و … دارد.
بیشترین کاربرد ملامین که با نام رزین فرمالدهید هم شناخته می‌شود، صنعت پلاستیک است.
از تراکم آن با متانول و سایر ترکیبات، رزین‌های گرماسخت تهیه می‌شوند که پایداری چشمگیر در برابر گرما و نور دارند.

### روش ساخت ملامین
برای تهیهٔ ملامین از رزین فنولیک ابتدا رزین فنولیک به همراه فرمالدهید و کاتالیست‌های مختلف با هم ترکیب می‌شوند. سپس این ترکیب در دمای بالا و تحت فشار قرار می‌گیرد تا با هم واکنش دهند و محصول ملامین تولید شود.
جستارهای وابسته
رسوایی شیر چینی ۲۰۰۸